# Hlavňov (Budislav)
Hlavňov (německy Hlawinow) je vesnice, část obce Budislav v okrese Tábor v Jihočeském kraji. Nachází se asi 1,5 kilometru severně od Budislavi. Prochází zde silnice II/136. Je zde evidováno 60 adres. V roce 2011 zde trvale žilo 63 obyvatel.
Hlavňov leží v katastrálním území Hlavňov u Budislavi o rozloze 1,36 km<².

## Historie
První písemná zmínka o vesnici pochází z roku 1842.

## Obyvatelstvo
| Rok            | 1869 | 1880 | 1890 | 1900 | 1910 | 1921 | 1930 | 1950 | 1961 | 1970 | 1980 | 1991 | 2001 | 2011 | 2021 |
| -------------- | ---- | ---- | ---- | ---- | ---- | ---- | ---- | ---- | ---- | ---- | ---- | ---- | ---- | ---- | ---- |
| Počet obyvatel | 288  | 322  | 333  | 302  | 295  | 244  | 197  | 196  | 203  | 139  | 139  | 90   | 71   | 63   | 56   |
| Počet domů     | 31   | 37   | 47   | 48   | 49   | 50   | 50   | 48   | 47   | 44   | 45   | 53   | 54   | 57   | 56   |

## Obecní správa
Při sčítání lidu v letech 1850–1879 Hlavňov byl osadou obce Budislav v okrese Tábor. V letech 1950–1971 byl samostatnou obcí, se kterým patřil nejprve do okresu Soběslav, ale od roku 1960 v okrese Tábor. Od 26. listopadu 1971 je opět částí obce Budislav v okrese Tábor, kdy se konaly obecní volby.

## Další fotografie

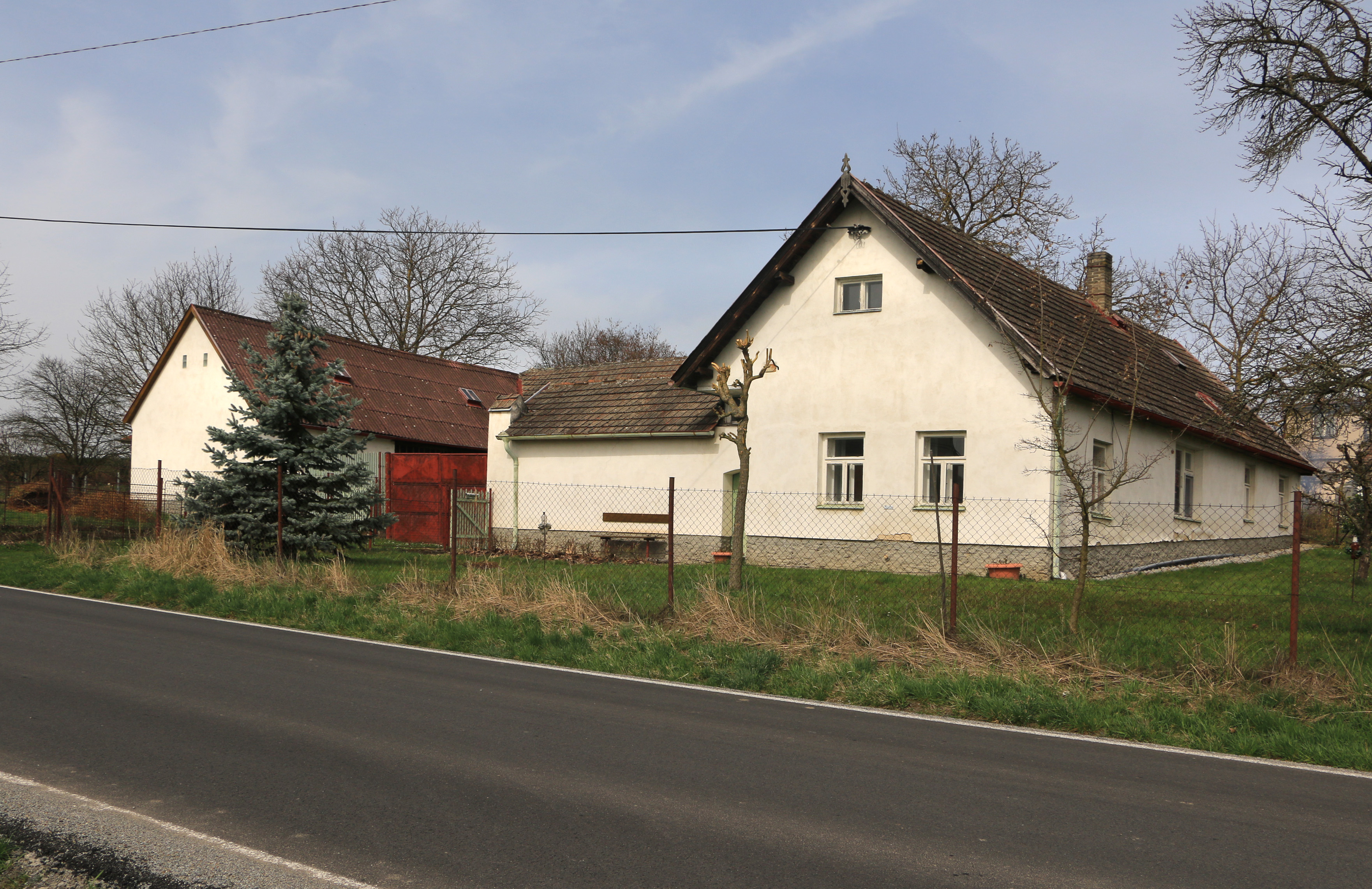
Bývalý statek
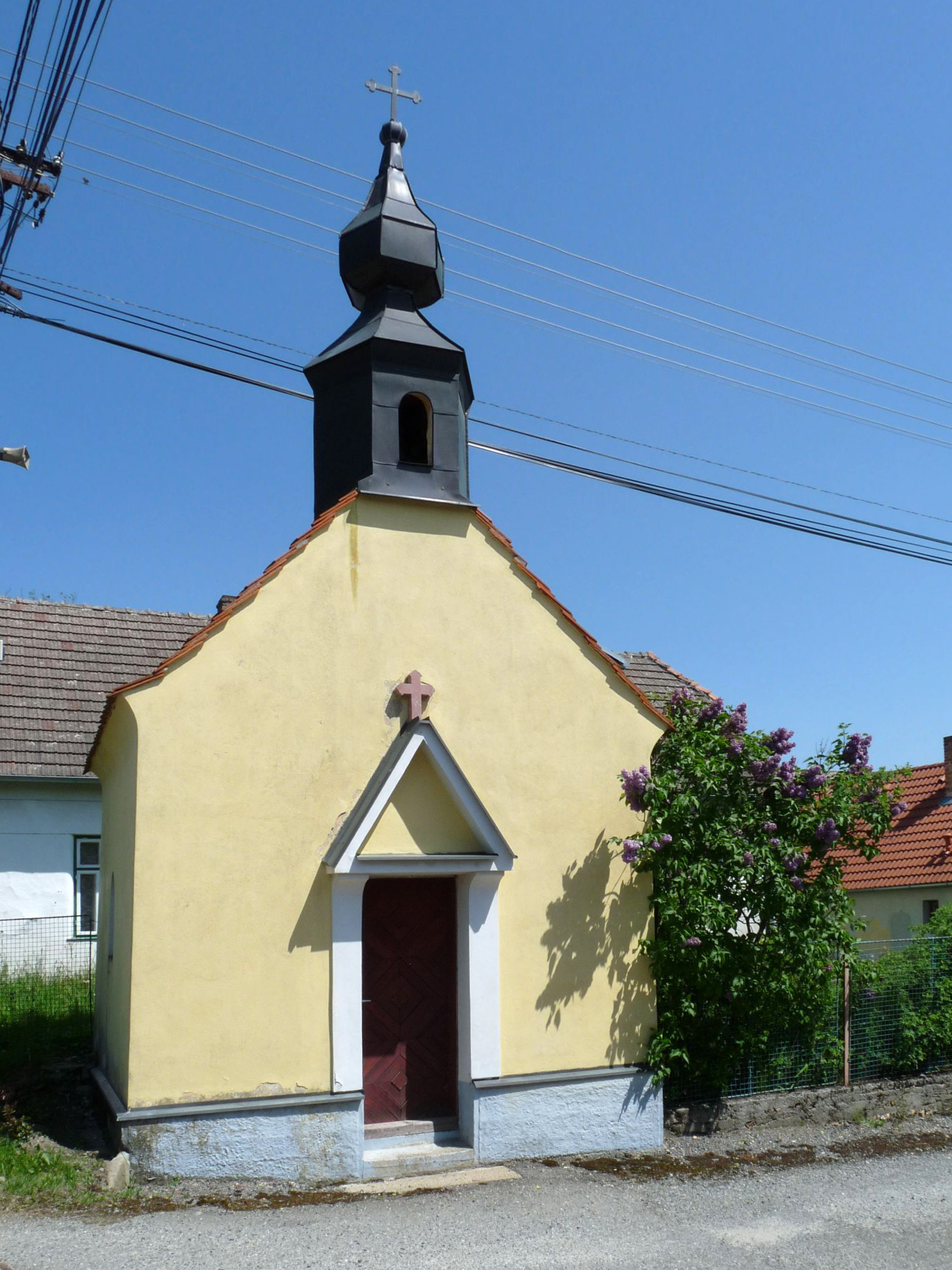
Kaple u hlavní silnice
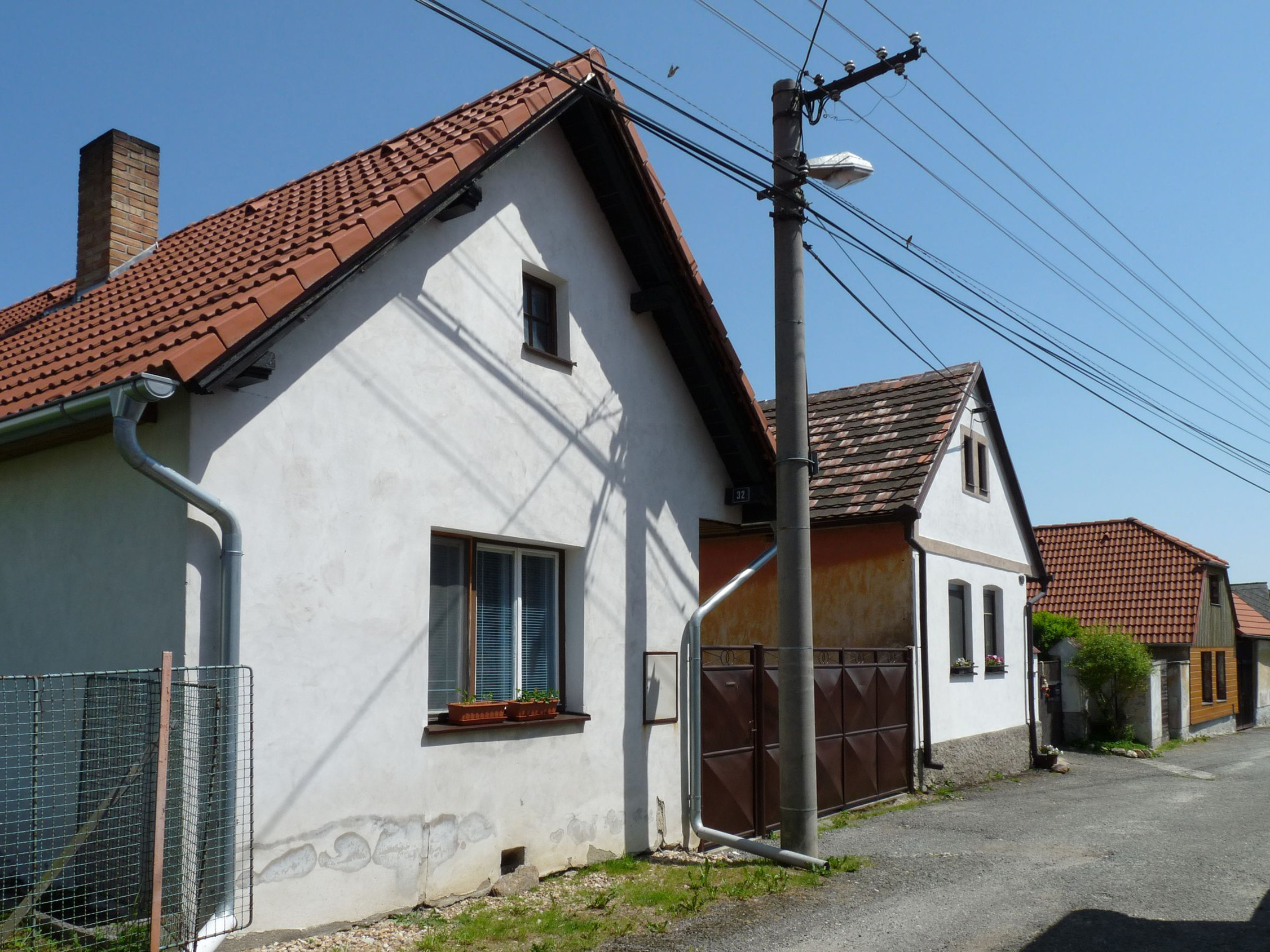
Domek čp. 32
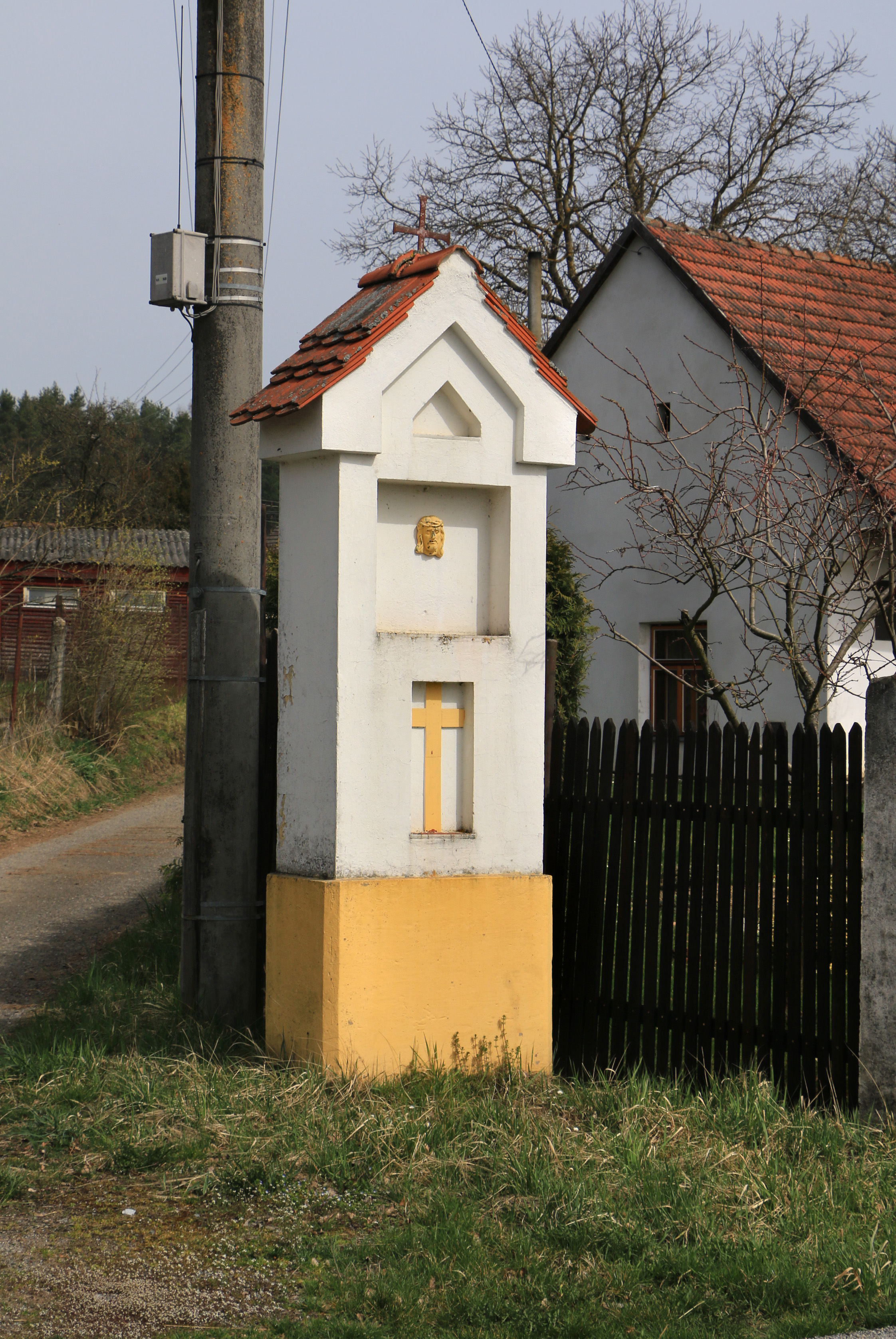
Kaplička u sloupu